# 諸葛峴
諸葛峴（1508年—？），字叔靜，號紫崖，浙江金華府蘭谿縣人，軍籍，明朝政治人物。

## 生平
嘉靖十三年（1534年）甲午科浙江鄉試第四十二名舉人。嘉靖十七年（1538年）中式戊戌科會試第六名，登第三甲第五十二名進士。授凤阳府推官，二十四年十二月选授刑科給事中，卒于官。

## 家族
曾祖諸葛彥譚；祖父諸葛宗顯，義官；父諸葛琅，母范氏。具庆下。兄山。弟岱。